# Tesouro de Atreu

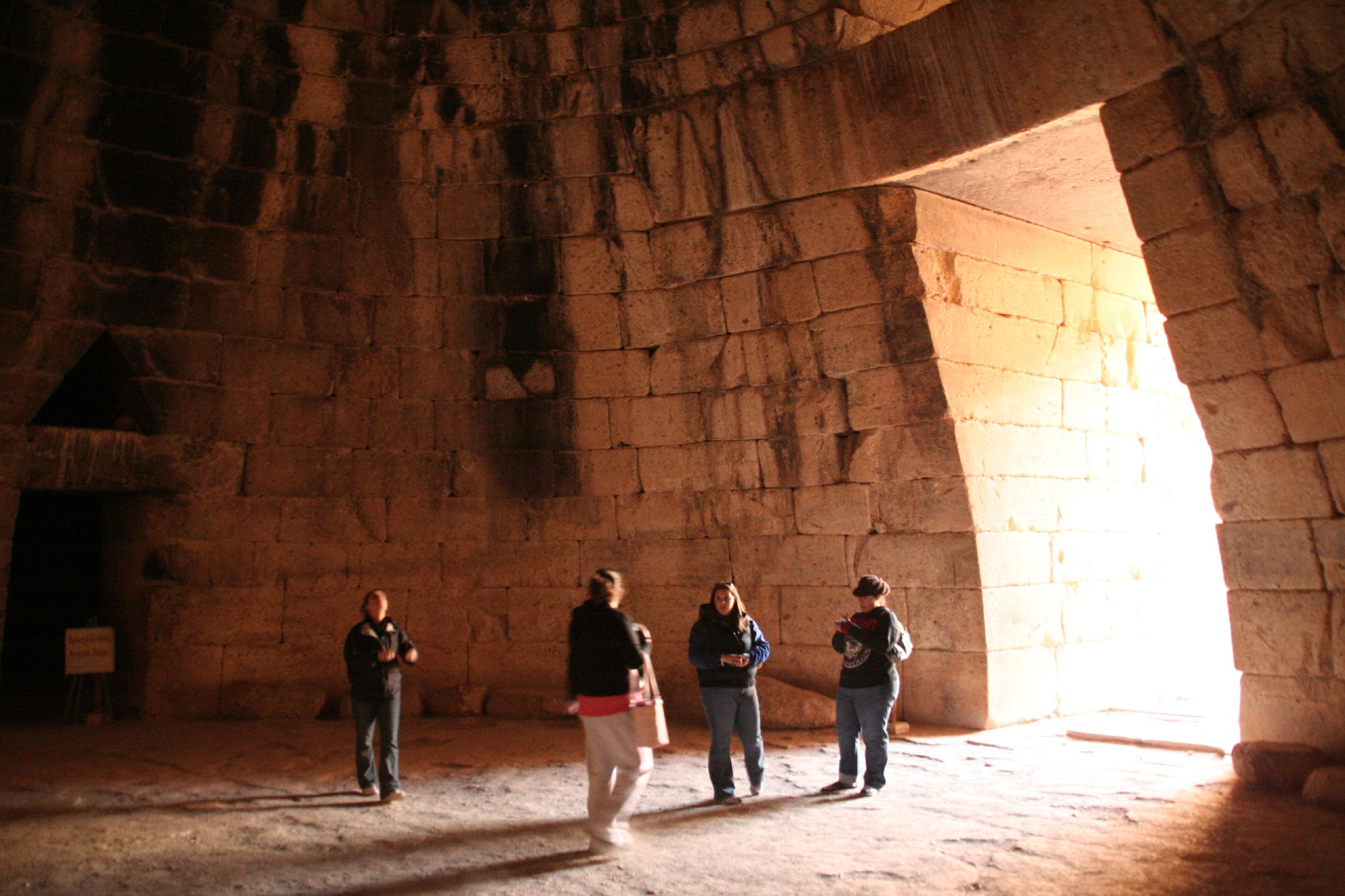
Perto da saída

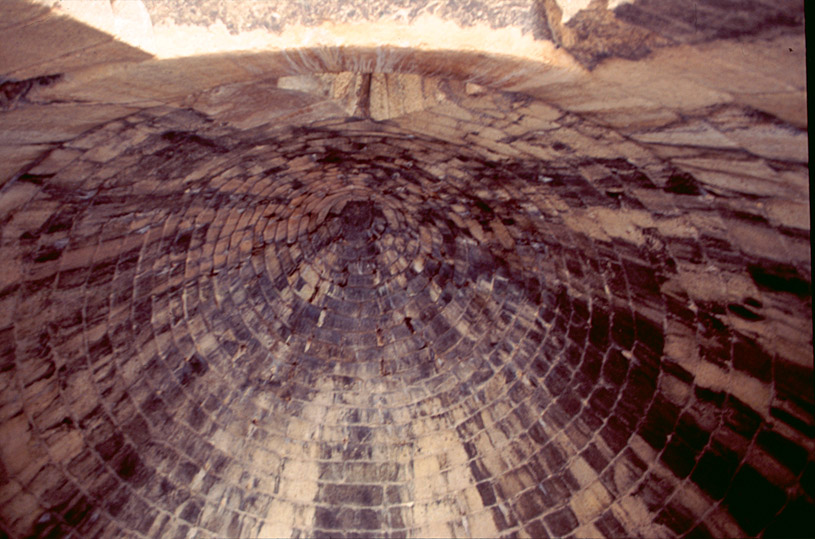
Abóbada do Tesouro de Atreu

O Tesouro de Atreu, também chamado Tumba de Atreu e Tumba de Agamenão, é a tumba abobadada, ou tolo, mais monumental que se conhece em Grécia. Está nas cercanias de Micenas, e a princípio é atribuído a Atreu, o pai do grande rei Agamemnon, cabeça visível da guerra dos aqueus contra Troia, pois que acostuma datar-se no século XIII a.C..
Esta tumba pertence à arte creto-micênica. Segue o modelo difundido por todo o Mediterrâneo de tumba precedida por um corredor. Neste caso, tem duas câmaras, destacando-se a "falsa abóbada" da maior delas. Obtém-se mediante fiadas concêntricas de silhares que vão reduzindo o espaço, pelo qual as suas pressões são verticais e não oblíquas, como numa verdadeira abóbada.
O britânico Lord Elgin levou uma parte da entrada sustentada por colunas para o seu país, onde ficou exposta no museu Britânico.